# Somatostatinski receptor 5
Somatostatinski receptor tip 5 je protein koji je kod čoveka kodiran  genom.
Somatostatin deluje na mnogim lokacijama i inhibira oslobađanje hormona i drugih sekretornih proteina. Biološki efekti somatostatina su posredovani familijom G protein-spregnutih receptora čije izražavanje je specifično za pojedina tkiva.

## Literatura
1. ↑  Takeda J, Fernald AA, Yamagata K, Le Beau MM, Bell GI (1995). „Localization of human somatostatin receptor 5 gene (SSTR5) to chromosome band 16p13.3 by fluorescence in situ hybridization”. Genomics. 26 (3): 638—9. PMID 7607700. doi:10.1016/0888-7543(95)80195-R.
2. ↑  „Entrez Gene: SSTR5 somatostatin receptor 5”.

## Dodatna literatura
- Yamada Y; Post SR; Wang K;  . (1992). „Cloning and functional characterization of a family of human and mouse somatostatin receptors expressed in brain, gastrointestinal tract, and kidney.”. Proc. Natl. Acad. Sci. U.S.A. 89 (1): 251—5. PMC 48214 . PMID 1346068. doi:10.1073/pnas.89.1.251.
- Montminy MR, Goodman RH, Horovitch SJ, Habener JF (1984). „Primary structure of the gene encoding rat preprosomatostatin.”. Proc. Natl. Acad. Sci. U.S.A. 81 (11): 3337—40. PMC 345502 . PMID 6145156. doi:10.1073/pnas.81.11.3337.
- Panetta R; Greenwood MT; Warszynska A;  . (1994). „Molecular cloning, functional characterization, and chromosomal localization of a human somatostatin receptor (somatostatin receptor type 5) with preferential affinity for somatostatin-28.”. Mol. Pharmacol. 45 (3): 417—27. PMID 7908405.
- O'Carroll AM, Raynor K, Lolait SJ, Reisine T (1994). „Characterization of cloned human somatostatin receptor SSTR5.”. Mol. Pharmacol. 46 (2): 291—8. PMID 8078491.
- Yamada Y; Kagimoto S; Kubota A;  . (1993). „Cloning, functional expression and pharmacological characterization of a fourth (hSSTR4) and a fifth (hSSTR5) human somatostatin receptor subtype.”. Biochem. Biophys. Res. Commun. 195 (2): 844—52. PMID 8373420. doi:10.1006/bbrc.1993.2122.
- Yamada Y; Stoffel M; Espinosa R;  . (1993). „Human somatostatin receptor genes: localization to human chromosomes 14, 17, and 22 and identification of simple tandem repeat polymorphisms.”. Genomics. 15 (2): 449—52. PMID 8449518. doi:10.1006/geno.1993.1088.
- Fukusumi S; Kitada C; Takekawa S;  . (1997). „Identification and characterization of a novel human cortistatin-like peptide.”. Biochem. Biophys. Res. Commun. 232 (1): 157—63. PMID 9125122. doi:10.1006/bbrc.1997.6252.
- Ain KB, Taylor KD, Tofiq S, Venkataraman G (1997). „Somatostatin receptor subtype expression in human thyroid and thyroid carcinoma cell lines.”. J. Clin. Endocrinol. Metab. 82 (6): 1857—62. PMID 9177396. doi:10.1210/jc.82.6.1857.
- de Lecea L; Ruiz-Lozano P; Danielson PE;  . (1997). „Cloning, mRNA expression, and chromosomal mapping of mouse and human preprocortistatin.”. Genomics. 42 (3): 499—506. PMID 9205124. doi:10.1006/geno.1997.4763.
- Jaïs P; Terris B; Ruszniewski P;  . (1997). „Somatostatin receptor subtype gene expression in human endocrine gastroentero-pancreatic tumours.”. Eur. J. Clin. Invest. 27 (8): 639—44. PMID 9279525. doi:10.1046/j.1365-2362.1997.1740719.x.
- Hukovic N; Panetta R; Kumar U;  . (1998). „The cytoplasmic tail of the human somatostatin receptor type 5 is crucial for interaction with adenylyl cyclase and in mediating desensitization and internalization.”. J. Biol. Chem. 273 (33): 21416—22. PMID 9694905. doi:10.1074/jbc.273.33.21416.
- Sharma K, Patel YC, Srikant CB (1999). „C-terminal region of human somatostatin receptor 5 is required for induction of Rb and G1 cell cycle arrest.”. Mol. Endocrinol. 13 (1): 82—90. PMID 9892014. doi:10.1210/me.13.1.82.
- Kumar U; Sasi R; Suresh S;  . (1999). „Subtype-selective expression of the five somatostatin receptors (hSSTR1-5) in human pancreatic islet cells: a quantitative double-label immunohistochemical analysis.”. Diabetes. 48 (1): 77—85. PMID 9892225. doi:10.2337/diabetes.48.1.77.
- Rocheville M; Lange DC; Kumar U;  . (2000). „Subtypes of the somatostatin receptor assemble as functional homo- and heterodimers.”. J. Biol. Chem. 275 (11): 7862—9. PMID 10713101. doi:10.1074/jbc.275.11.7862.
- Rocheville M; Lange DC; Kumar U;  . (2000). „Receptors for dopamine and somatostatin: formation of hetero-oligomers with enhanced functional activity.”. Science. 288 (5463): 154—7. PMID 10753124. doi:10.1126/science.288.5463.154.
- Daniels RJ; Peden JF; Lloyd C;  . (2001). „Sequence, structure and pathology of the fully annotated terminal 2 Mb of the short arm of human chromosome 16.”. Hum. Mol. Genet. 10 (4): 339—52. PMID 11157797. doi:10.1093/hmg/10.4.339.
- Ballarè E; Persani L; Lania AG;  . (2001). „Mutation of somatostatin receptor type 5 in an acromegalic patient resistant to somatostatin analog treatment.”. J. Clin. Endocrinol. Metab. 86 (8): 3809—14. PMID 11502816. doi:10.1210/jc.86.8.3809.
- Pasquali D; Notaro A; Esposito D;  . (2002). „[Somatostatin receptor genes expression and effects of octreotide on orbital fibroblasts from Graves' ophthalmopathy]”. Minerva Endocrinol. 26 (3): 175—9. PMID 11753241.
- Papotti M; Bongiovanni M; Volante M;  . (2002). „Expression of somatostatin receptor types 1-5 in 81 cases of gastrointestinal and pancreatic endocrine tumors. A correlative immunohistochemical and reverse-transcriptase polymerase chain reaction analysis.”. Virchows Arch. 440 (5): 461—75. PMID 12021920. doi:10.1007/s00428-002-0609-x.

## Spoljašnje veze
- „Somatostatin Receptors: sst5”. IUPHAR Database of Receptors and Ion Channels. International Union of Basic and Clinical Pharmacology. Архивирано из оригинала 03. 03. 2016. г.
- somatostatin+receptor+5 на 